# Rawson (Chubut)
Rawson az argentin Chubut tartomány és azon belül Rawson megye székhelye.

## Földrajz
A város Argentína déli, Patagónia és azon belül Chubut tartomány északkeleti részén található, néhány kilométerre attól a helytől, ahol a Chubut folyó az Atlanti-óceánba torkollik. A település legnagyobb része a folyó északi (bal) partján épült fel. A folyón két híd is található. Itt van a 25-ös főút keleti végpontja, ez nyugat felé átszeli az országot, és csaknem az Andokig vezet.

## Története
A város helyén Henry Libanus Jones (spanyolosan: Enrique Libanus Jones) alapított először egy brit telepet a 19. század közepén, ahol hamarosan számos walesi család telepedett le. 1865. szeptember 15-én vált hivatalosan Argentína részévé, és vette fel Julián Murga alezredes javaslatára végleges, mai nevét Guillermo Rawson akkori belügyminiszter tiszteletére (korábban Trerawson volt a neve, amely névben a tre a walesi nyelvből származik, és települést jelent).
A többségében Puetro Madrynból érkezett walesiek (mintegy 150 fő), akiket leginkább az öntözés lehetősége vonzott a térségbe, megszervezték saját kormányzatukat és létrehoztak egy „tizenkettek tanácsa” nevű törvényhozó testületet is. Az argentin kormány 1876-ban küldte ide az első hivatalos biztost Antonio Oneto személyében. 1884-ben hozták létre a Chubut Nemzeti Terület nevű közigazgatási egységet, ahova Rawson is tartozott: ennek első kormányzója 1885-től Jorge Fontana lett. Az „igazi” rawsoni önkormányzat 1888-ban alakult meg Gregorio Mayo vezetésével.
1901. augusztus 24-én a települést három részre osztották: magára a mai Rawsonra, Trelewre és egy vidéki kerületre. Ebben a döntésben szerepet játszott az áradások vissza-visszatérő problémája is. Ugyancsak az áradások miatt tervezték el 1917-ben, hogy egy új vashidat építenek a Chubut folyó fölé.
Amikor az 1957-es alkotmány Chubutot önálló tartománnyá minősítette, Rawsont jelölték ki fővárosául. A város lassan, de folyamatosan fejlődött, főként a vasútnak, a Playa Unión-i fürdőnek és a kezdetben kereskedelmi, később halászkikötőnek köszönhetően. A lakosság elspanyolnyelvűsödött, hamarosan megjelent az első spanyol újság is.

## Népessége
| Lakosok száma | 26 183 | 24 616 | 31 787 |
|               | 2001   | 2010   | 2013   |

## Nevezetességek
A városban kevés látnivaló akad. A főtéren 1936. október 12-én avatták fel a névadó, Guillermo Rawson mellszobrát. (Az eseményen több tartománybeli település küldöttsége is részt vett.) Fennmaradt néhány régi, walesi eredetű kápolna a városban, például az 1881-ben épült Berwyn-kápolna, amely ott található, ahol Julián Murga korábban felvonta az argentin zászlót. A Don Bosco Regionális Múzeumot 1941-ben nyitották meg a szaléziak: itt őslények maradványaitól kezdve a spanyol és walesi telepesek tárgyi emlékeiig számos kiállított tárgy látható.
A város mellett, a Chubut folyó partján egy állatkert is található. A környék természeti értékei és élővilága is különleges, a közeli Playa Unión nevű partszakasz a vízisportolás mellett például a Commerson-delfinek megfigyelésére alkalmas.

## Képek

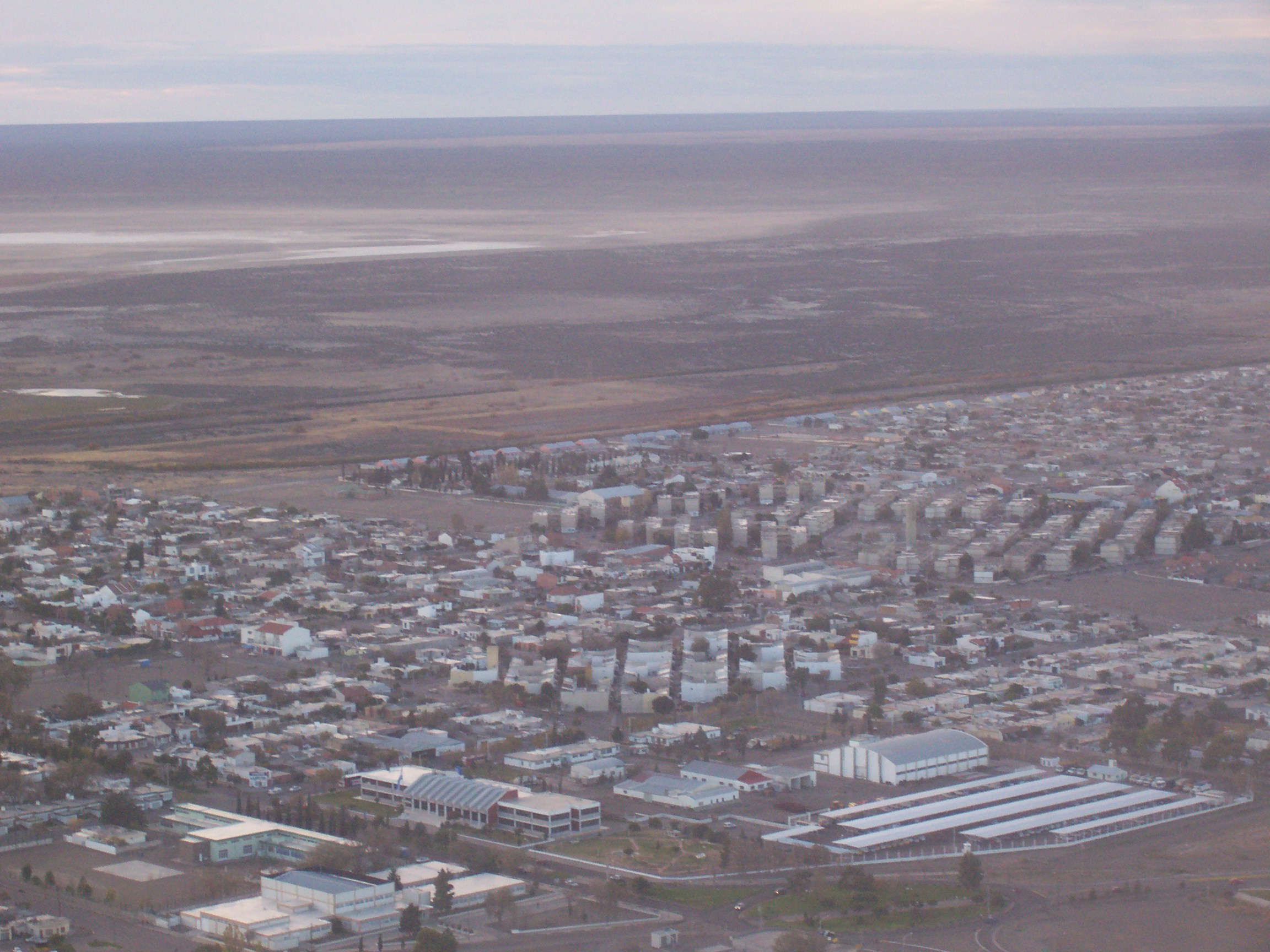
Légi felvétel
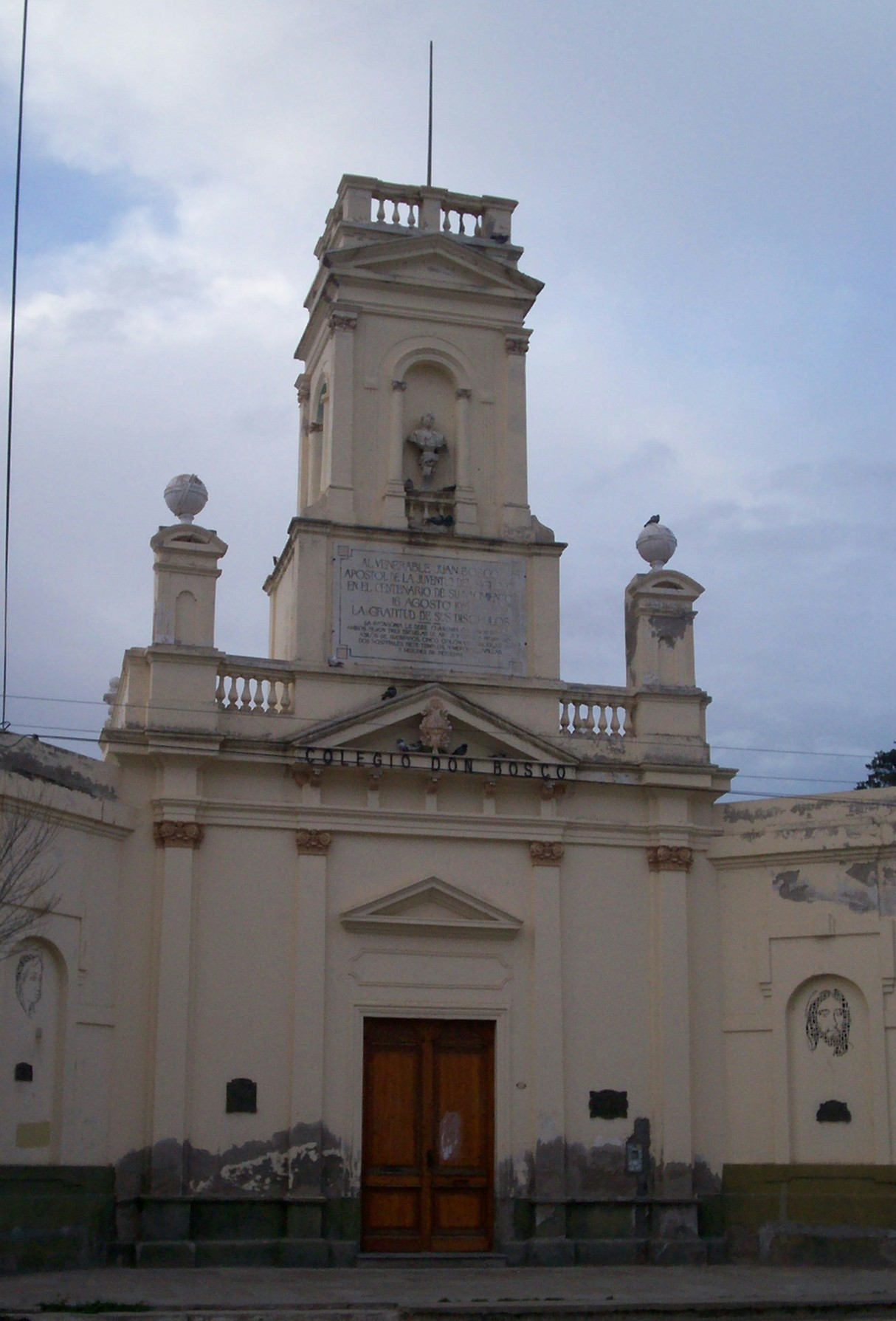
A Colegio Salesiano épülete
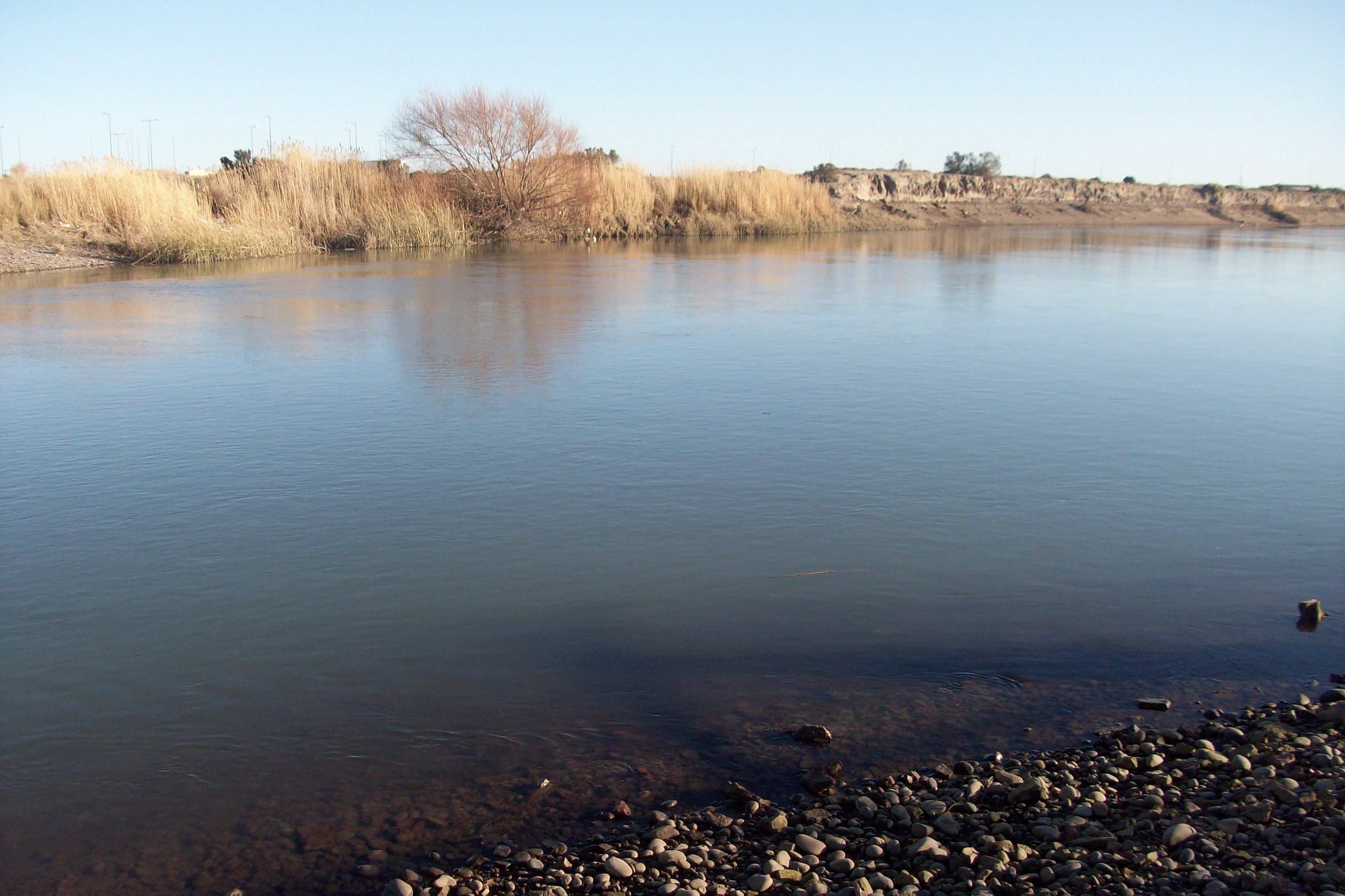
A Chubut folyó Rawsonnál
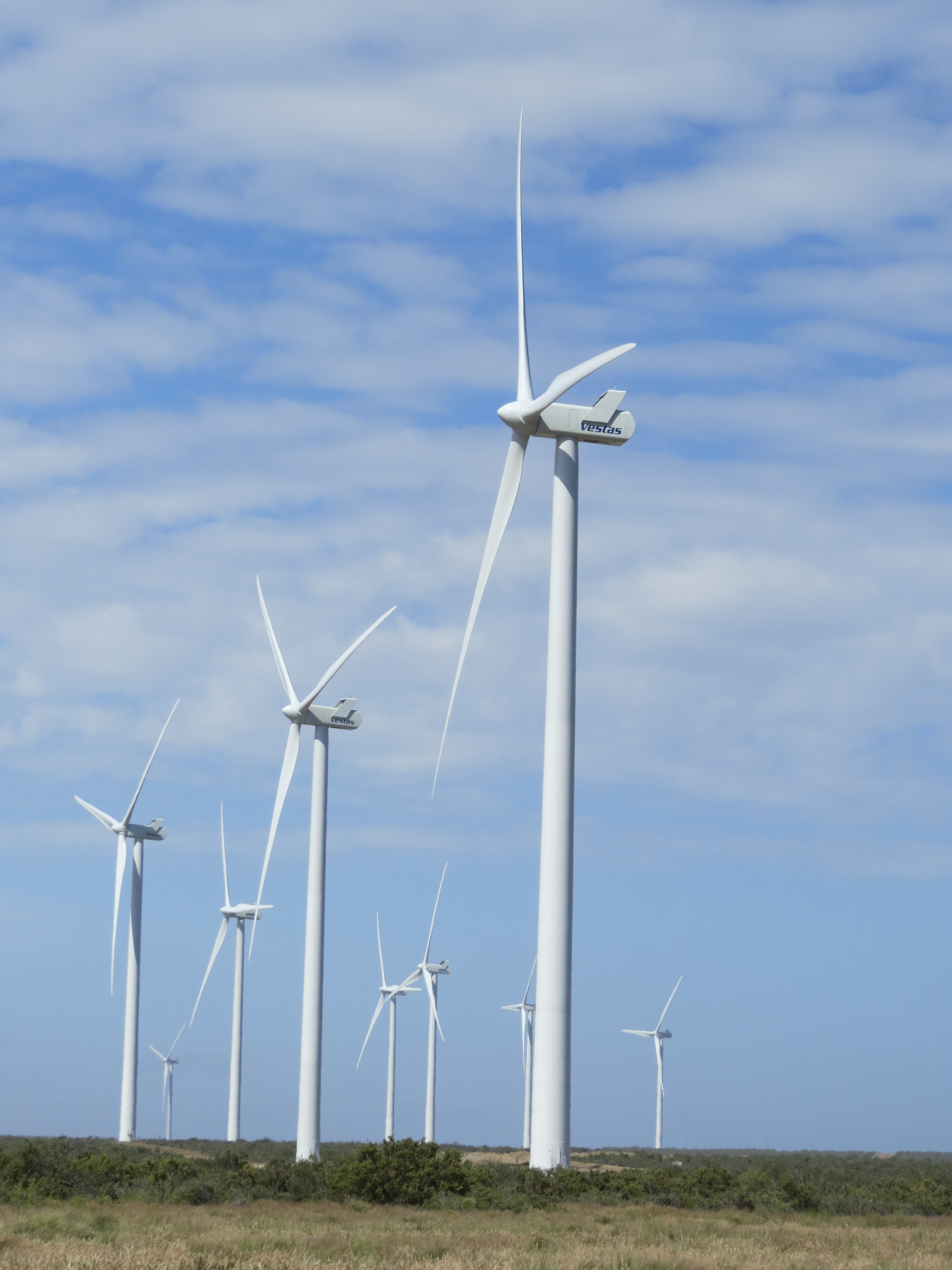
A város melletti szélerőműpark